# ليالي بيروت
إذاعة ليالي بيروت (بالإنجليزية:  Beirut Nights) هي إذاعة لبنانية تبث الأغاني والموسيقى الأجنبية الراقصة عبر الإنترنت.